# 1999年の音楽
1999年の音楽（1999ねんのおんがく）では、1999年の音楽分野に関する動向をまとめる。
1998年の音楽-1999年の音楽-2000年の音楽

## 概要・できごと
- 日本でのCDプレーヤーの普及率 60.1% (内閣府「消費動向調査」)[1]。
- 宇多田ヒカル、浜崎あゆみ等、女性歌手が大活躍した。
- モーニング娘。の「LOVEマシーン」が大ヒットした。
- 宇多田ヒカル1stアルバム『First Love』を発売。日本で860万枚以上（オリコンの売り上げデータは765万枚）日本アルバムセールストップ。現在も記録保持。
- 前年に続きCDセールスのピーク時。ミリオンセラーはシングル12作、アルバム22作。シングルCDでは12cm型が発売されていくようになった。
- ロックバンドのLUNA SEA、L'Arc～en～Cielが最盛期を迎えた。
- 日本でGLAY『Winter,Again』が、B'z『LOVE PHANTOM』を抜きシングル1週間売り上げ歴代2位となったが、1ヵ月後にだんご3兄弟が1週間でミリオンで歴代3位となり、さらに9ヵ月後に宇多田ヒカルも1週間ミリオンを出し歴代4位となった。
- Dragon Ash、Hi-STANDARDや後に98年の世代と呼ばれるバンド群が活躍。次世代ロックのムードを築く。

## 詳細

### 3月
- 3日 - NHK教育(現・NHK Eテレ)の看板子供番組「おかあさんといっしょ」の同年1月の歌「だんご3兄弟」がCDシングルで発売。

### 4月
- 月中
  - 福田明日香がモーニング娘。卒業し、芸能界を引退した（のちに2011年にPEACE$TONEのメンバー・asukaとして芸能界復帰。2020年に写真集を発表した）。
  - 電気グルーヴの砂原良徳が脱退（のちに2013年に高橋幸宏らとMETAFIVEを結成）。

### 5月
- 28日 - ZARDが初のシングルコレクション「軌跡 ZARD BEST The Single Collection」を発売。

### 6月
- 25日 - 「初恋」のヒット曲で知られる村下孝蔵が死去。

### 8月
- 26日 - 槇原敬之が覚せい剤を所持したとして、薬物取締法違反の疑いで逮捕される。

### 9月
- 15日 - ZARDがリクエストベストアルバム「ZARD BEST〜Request Memorial〜」を発売。

### 11月
- 3日
  - 嵐がシングル「A・RA・SHI」でCDデビュー。
  - チェキッ娘が東京ベイNKホールでのライブを以て、メンバーが全員卒業する形で解散。

### 12月
- 31日 - 第50回NHK紅白歌合戦放送。紅組トリは和田アキ子、白組トリならびに大トリは北島三郎。かぐや姫、Something ELse、茂森あゆみ・速水けんたろう、19、鈴木あみ、ソン・フィルトル、浜崎あゆみ、原田悠里、Hysteric Blue、野猿が初出場。

## 洋楽シングル
- ブランディ  – Almost Doesn't Count
- バックストリート・ボーイズ – I Want It That Way
- Good Charlotte – Little Things
- チェロキー - 「ステッピン・ストーン」
- E-Type – Hold Your Horses
- E-Type – Princess of Egypt
- ホイットニー・ヒューストン – My Love is Your Love
- ホイットニー・ヒューストン – It's Not Right But It's OK
- Ronan Keating – When You Say Nothing at All
- レン「スティ－ル・マイ・サンシャイン」[2]
- シックスペンス・ノン・ザ・リッチャー「キス・ミー」
- ジャミロクワイ - 「キャンド・ヒート」
- スマッシュ・マウス - 「オール・スター」
- TLC - 「ノー・スクラブス」「アンプリティー」
- リッキー・マーティン - 「リヴィン・ラ・ヴィダ・ロカ」
- ルー・ベガ - 「マンボNo.5」

## 洋楽アルバム
- バックストリート・ボーイズ『ミレニアム』
- セリーヌ・ディオン : All The Way... A Decade of Song
- Christina Aguilera : Christina Aguilera
- クリード : Human Clay
- Destiny's Child : The Writing's on the Wall
- ディキシー・チックス : Fly
- ドクター・ドレー : 2001
- ジャミロクワイ: Synkronized
- コ－ン : Issues
- リンプ・ビズキット : Significant Other
- ルイ・ベガ : A little bit of mambo
- メイシー・グレイ : On How Life Is
- メタリカ: S&M
- シガー・ロス『アゲイティス・ビリュン』
- シルク・ザ・ショッカー『メイド・マン』

## ジャズ
- Jane Ira Bloom: The Red Quartets
- スティーヴ・コールマン: The Sonic Language of Myth – Believing Learning Knowing
- Marty Ehrlich: Malinke's Dance
- Bill Dixon: Papyrus I
- Guillermo Gregorio: Red Cubed
- Paul Dunmall: Bebop Starburst
- Matthew Shipp: Expansion Power Release
- Misha Mengelberg: Solo
- Marilyn Crispell: Red
- Marilyn Crispell: Blue
- Evan Parker: After Appleby
- ジョシュア・レッドマン: Beyond

## 邦楽シングルTOP50
※集計期間 1998年12月7日付 - 1999年11月29日付
データ集計会社 オリコン
・宇多田ヒカル「Automatic／time will tell」、「Ⅿovin‘on without you」の12cmと8cmシングルの合算売上だとそれぞれ年間2位・8位となり、また「Addicted to you」は初動売上ミリオンを突破し歴代2位の記録となった。　　　　　
- 1位 速水けんたろう、茂森あゆみ、ひまわりキッズ、だんご合唱団：「だんご3兄弟」
- 2位 GLAY：「Winter,again」
- 3位 浜崎あゆみ：「A」
- 4位 坂本龍一：「ウラBTTB」
- 5位 宇多田ヒカル：「Automatic／time will tell（12cm）」
- 6位 宇多田ヒカル：「Addicted To You」
- 7位 モーニング娘。：「LOVEマシーン」
- 8位 GLAY：「BE WITH YOU」
- 9位 L'Arc～en～Ciel：「HEAVEN'S DRIVE」
- 10位 KinKi Kids：「フラワー」
- 11位 浜崎あゆみ：「Boys & Girls」
- 12位 Something ELse：「ラストチャンス」
- 13位 Dragon Ash：「Grateful Days」
- 14位 GLAY：「ここではない、どこかへ」
- 15位 GLAY：「サバイバル」
- 16位 宇多田ヒカル：「Movin'on without you（12cm）」
- 17位 鈴木あみ：「BE TOGETHER」
- 18位 hiro：「AS TIME GOES BY」
- 19位 B'z：「ギリギリchop」
- 20位 KinKi Kids：「雨のMelody／to Heart」
- 21位 Sugar Soul feat. kenji：「Garden」
- 22位 宇多田ヒカル：「Automatic／time will tell（8cm）」
- 23位 嵐：「A・RA・SHI」
- 24位 L'Arc～en～Ciel：「Pieces」
- 25位 DREAMS COME TRUE：「朝がまた来る」
- 26位 Dragon Ash：「Let yourself go, Let myself go」
- 27位 Hysteric Blue：「春 ～spring～」
- 28位 稲葉浩志：「遠くまで」
- 29位 安室奈美恵：「I HAVE NEVER SEEN」
- 30位 浜崎あゆみ／浜崎あゆみ&つんく：「LOVE ～Destiny～／LOVE ～since 1999～」
- 31位 KinKi Kids：「やめないで,PURE／BABY LOVE」
- 32位 SPEED：「Precious Time」
- 33位 KinKi Kids：「Happy Happy Greeting／シンデレラ・クリスマス」
- 34位 Dragon Ash：「I ♥ HIP HOP」
- 35位 Hysteric Blue：「なぜ…」
- 36位 SPEED：「Breakin' out to the morning」
- 37位 上原多香子：「my first love」
- 38位 19：「あの紙ヒコーキ くもり空わって」
- 39位 センチメンタル・バス：「Sunny Day Sunday」
- 40位 椎名林檎：「本能」
- 41位 鈴木あみ：「white key」
- 42位 宇多田ヒカル：「First Love (12cm)」
- 43位 安室奈美恵：「RESPECT the POWER OF LOVE」
- 44位 SPEED：「Long Way Home」
- 45位 L'Arc～en～Ciel：「LOVE FLIES」
- 46位 the brilliant green：「そのスピードで」
- 47位 鈴木あみ：「OUR DAYS」
- 48位 Mr.Children：「光の射す方へ」
- 49位 BLACK BISCUITS：「Bye-Bye ～バイバイ～」
- 50位 鈴木あみ：「Nothing Without You」

## アルバム年間TOP50(邦楽/洋楽）
※集計期間 1998年12月7日付 - 1999年11月29日付
集計会社 オリコン
- 1位 宇多田ヒカル：『First Love』
- 2位 ZARD：『ZARD BEST The Single Collection ～軌跡～』
- 3位 globe：『CRUISE RECORD 1995-2000』
- 4位 SPEED：『MOMENT』
- 5位 L'Arc～en～Ciel：『ark』
- 6位 Every Little Thing：『Every Best Single +3』
- 7位 L'Arc～en～Ciel：『ray』
- 8位 GLAY：『HEAVY GAUGE』
- 9位 鈴木あみ：『SA』
- 10位 Mr.Children：『DISCOVERY』
- 11位 マライア・キャリー：『The Ones』
- 12位 globe：『Relation』
- 13位 Dragon Ash：『Viva La Revolution』
- 14位 ZARD：『ZARD BEST ～Request Memorial～』
- 15位 浜崎あゆみ：『LOVEppears』
- 16位 浜崎あゆみ：『A Song for ××』
- 17位 B'z：『Brotherhood』
- 18位 井上陽水：『GOLDEN BEST』
- 19位 ZARD：『永遠』
- 20位 相川七瀬：『ID』
- 21位 布袋寅泰：『GREATEST HITS 1990-1999』
- 22位 DREAMS COME TRUE：『the Monster』
- 23位 広瀬香美：『広瀬香美 THE BEST "Love Winters"』
- 24位 ゆず：『ゆずえん』
- 25位 椎名林檎：『無罪モラトリアム』
- 26位 19：『音楽』
- 27位 MAX：『MAXIMUM GROOVE』
- 28位 KinKi Kids：『C album』
- 29位 松任谷由実：『Neue Musik』
- 30位 黒夢：『EMI 1994～1998 BEST OR WORST』
- 31位 Various Artists：『hide TRIBUTE SPIRITS』
- 32位 MAX：『MAXIMUM COLLECTION』
- 33位 ジャミロクワイ：『シンクロナイズド』
- 34位 hide with Spread Beaver：『Ja,Zoo』
- 35位 Cubic U：『Precious』
- 36位 華原朋美：『kahala compilation』
- 37位 J-FRIENDS：『People Of The World』
- 38位 バックストリート・ボーイズ：『ミレニアム』
- 39位 リッキー・マーティン：『リッキー・マーティン ～ヒア・アイ・アム～（英語版）』
- 40位 T.M.Revolution：『THE FORCE』
- 41位 山崎まさよし：『ドミノ』
- 42位 エリック・クラプトン：『ベスト・オブ』
- 43位 the brilliant green：『TERRA2001』
- 44位 Hi-STANDARD：『MAKING THE ROAD』
- 45位 DOUBLE：『Crystal』
- 46位 MISIA：『THE GLORY DAY』
- 47位 小松未歩：『小松未歩 2nd ～未来～』
- 48位 野猿：『STAFF ROLL』
- 49位 hitomi：『h』
- 50位 Various Artists：『SUPER EUROBEAT VOL.100 ANNIVERSARY SPECIAL REQUEST COUNTDOWN 100!!』

## ビデオソフト  (オリコンより)
- 1位 GLAY『サバイバル』（ビデオシングル）
- 2位 L'Arc～en～Ciel『ハートに火をつけろ!』
- 3位 GLAY『“SUMMER of '98”pure soul in STADIUM』
- 4位 モーニング娘。『ザ・ビデオ LOVEマシーン』
- 5位 GLAY『DOME TOUR pure soul 1999 LIVE IN BIG EGG』
- 6位 L'Arc～en～Ciel『CHRONICLE』
- 7位 速水けんたろう、茂森あゆみ『NHKおかあさんといっしょ 最新ベスト うたのメリーゴーランド16』
- 8位 SMAP『SMAP LIVE AMIGOS!』
- 9位 ジャニーズJr.『ジャニーズジュニア 素顔2』
- 10位 KinKi Kids『KinKi Kids 3days Panic! at TOKYO DOME'98-'99（限定版）』
- 11位 ゆず『Live Films ふたり』
- 12位 J-FRIENDS『People Of The World』
- 13位 椎名林檎『性的ヒーリング〜其ノ壱〜』
- 14位 浜崎あゆみ『A Film for ××』
- 15位 LUNA SEA『CAPACITY∞LIVE!』
- 16位 V6『Film V6 actII〜CLIPS and more』
- 17位 黒夢『LIVE OR DIE -CORKSCREW A Go Go-』
- 18位 LUNA SEA『CAPACITY∞DOCUMENT!』
- 19位 MALICE MIZER『merveilles-cinq (5) parallele-』
- 20位 モーニング娘。『Memory 青春の光 1999.4.18』
- 21位 KinKi Kids『Kinki Kids 3days Panic At Tokyo Dome '98-'99』
- 22位 T.M.Revolution『X'mas Party Box』
- 23位 福山雅治『FUKUYAMANIA』
- 24位 THE YELLOW MONKEY『PUNCH DRUNKARD TOUR 1998/99 FINAL 3.10 横浜アリーナ』
- 25位 globe『globe tour 1998 "Love again"』
- 26位 SOPHIA『philosophy-III』
- 27位 山崎まさよし『TOUR 1998-1999 DOMINO ROUND THE FINAL AT KANAGAWA-KENMIN HALL』
- 28位 globe『NAKED screen』
- 29位 SADS『FILM COLLECTOR』
- 30位 T.M.Revolution『VIDEO THE FORCE』

## カラオケランキング  (オリコンより)
- 1位 宇多田ヒカル「First Love」
- 2位 宇多田ヒカル「Automatic」
- 3位 モーニング娘。「LOVEマシーン」
- 4位 GLAY「Winter,again」
- 5位 GLAY「ずっと2人で…」
- 6位 鈴木あみ「BE TOGETHER」
- 7位 Every Little Thing「Time goes by」
- 8位 Hysteric Blue「なぜ…」
- 9位 SMAP「夜空ノムコウ」
- 10位 SPEED「White Love」
- 11位 19「あの紙ヒコーキ くもり空わって」
- 12位 GLAY「HOWEVER」
- 13位 KinKi Kids「フラワー」
- 14位 天童よしみ「珍島物語」
- 15位 Hysteric Blue「春〜spring〜」
- 16位 浜崎あゆみ「Boys & Girls」
- 17位 L'Arc〜en〜Ciel「HONEY」
- 18位 レベッカ「フレンズ」
- 19位 Dragon Ash「Grateful Days」
- 20位 GLAY「BE WITH YOU」
- 21位 郷ひろみ「GOLDFINGER '99」
- 22位 浜崎あゆみ「LOVE〜Destiny〜」
- 23位 安室奈美恵「I HAVE NEVER SEEN」
- 24位 宇多田ヒカル「Movin' on without you」
- 25位 浜崎あゆみ「TO BE」
- 26位 華原朋美「as A person」
- 27位 L'Arc〜en〜Ciel「Driver's High」
- 28位 安室奈美恵「RESPECT the POWER OF LOVE」
- 29位 安室奈美恵「CAN YOU CELEBRATE?」
- 30位 hiro「AS TIME GOES BY」
- 31位 GLAY「サバイバル」
- 32位 GLAY「ここではない、どこかへ」
- 33位 鈴木あみ「white key」
- 34位 セリーヌ・ディオン「マイ・ハート・ウィル・ゴー・オン」
- 35位 SPEED「ALL MY TRUE LOVE」
- 36位 L'Arc～en～Ciel「Pieces」
- 37位 GLAY「SOUL LOVE」
- 38位 速水けんたろう、茂森あゆみ、ひまわりキッズ、だんご合唱団「だんご3兄弟」
- 39位 DREAMS COME TRUE「朝がまた来る」
- 40位 L'Arc～en～Ciel「HEAVEN'S DRIVE」
- 41位 L'Arc〜en〜Ciel「snow drop」
- 42位 Something ELse：「ラストチャンス」
- 43位 SMAP「Fly」
- 44位 椎名林檎「ここでキスして。」
- 45位 MISIA「BELIEVE」
- 46位 モーニング娘。「抱いてHOLD ON ME!」
- 47位 センチメンタル・バス「Sunny Day Sunday」
- 48位 GLAY「誘惑」
- 49位 モーニング娘。「ふるさと」
- 50位 浜崎あゆみ&つんく「LOVE〜since 1999〜」

## 音楽配信 (日本)

### 音楽配信ゴールド認定シングル
| 作品名                                                                         | 認定月             |
| トリプル・プラチナ                                                             | トリプル・プラチナ |
| ------------------------------------------------------------------------------ | ------------------ |
| バックストリート・ボーイズ「アイ・ウォント・イット・ザット・ウェイ」（着うた） | 2008年4月          |
| ダブル・プラチナ                                                               |                    |
| 宇多田ヒカル「First Love」                                                     | 2018年6月          |
| プラチナ                                                                       |                    |
| 福山雅治「Squall」                                                             | 2009年11月         |
| Sugar Soul feat. kenji「Garden」                                               | 2014年1月          |
| 浜崎あゆみ「Who...」                                                           | 2014年12月         |
| L'Arc〜en〜Ciel「Driver's High」                                               | 2015年3月          |
| ポルノグラフィティ「アポロ」                                                   | 2018年1月          |
| 椎名林檎「丸ノ内サディスティック」                                             | 2019年11月         |
| ゴールド                                                                       |                    |
| 19「あの紙ヒコーキ くもり空わって」（着うた）                                  | 2006年9月          |
| KOKIA「ありがとう…」                                                           | 2014年1月          |
| 浜崎あゆみ「A Song for ××」                                                    | 2014年1月          |
| レベッカ「フレンズ 〜remixed edition〜」                                       | 2014年1月          |
| 倉木麻衣「Love, Day After Tomorrow」                                           | 2014年3月          |
| センチメンタル・バス「Sunny Day Sunday」                                       | 2015年8月          |
| 坂本真綾「プラチナ」                                                           | 2017年7月          |
| Dragon Ash「Let yourself go, Let myself go」                                   | 2018年10月         |
| DREAMS COME TRUE「朝がまた来る」                                               | 2018年11月         |
| L'Arc〜en〜Ciel「HEAVEN'S DRIVE」                                              | 2019年9月          |
| aiko「カブトムシ」                                                             | 2020年3月          |

### ストリーミング認定シングル
| 作品名                             | 認定月    |
| プラチナ                           | プラチナ  |
| ---------------------------------- | --------- |
| 椎名林檎「丸の内サディスティック」 | 2022年3月 |
| ゴールド                           |           |
| aiko「カブトムシ」                 | 2022年1月 |
| 宇多田ヒカル「First Love」         | 2023年1月 |
| L'Arc〜en〜Ciel 「Driver's High」  | 2025年2月 |

## イベント

### ライブ
- 5月30日、LUNA SEAが東京ビッグサイト駐車場の特設ステージで結成10周年を記念して10万人ライブを決行。
- 7月31日、GLAYが千葉の幕張メッセでライブを行い、20万人という最高動員数を記録した。
- 8月21日-8月22日、L'Arc～en～Cielが東京ビッグサイトでコンサートツアーの東京公演を行い、延べ25万人を動員する。
- 8月28日-8月29日、B'zが横浜国際総合競技場でライブツアーの横浜公演で、同会場としては完成後、初のライブを行い2日間で14万人を動員。
- 8月31日、ZARDがベスト盤購入者から抽選された600名を対象に豪華客船で初の単独ライブを行う。
- 12月22日、PIERROTがマルチメディア世界配信ライブ「GENOME CONTROL」を行う。ラスト2曲は新宿ステーションスクエアで演奏。一般人と観客が入り乱れ、警察が出動する事態となる。
- 12月23日、GLAYとLUNA SEAが東京ドームで前代未聞の夢の対バンを行う[5]。
- 12月29日-12月31日、聖飢魔IIが東京ベイNKホールで究極のミサ「The Ultimate Black Mass」を行い解散。

### フェス
| 開催日                | タイトル                                  |
| --------------------- | ----------------------------------------- |
| 7月3日                | WIRE99                                    |
| 7月3日・4日           | 第17回 PEACEFUL LOVE ROCK FESTIVAL 1999   |
| 7月24日・8月20日      | 横浜レゲエ祭 1999                         |
| 7月25日               | Sky Jamboree'99 ONE PRAY in NAGASAKI      |
| 7月25日               | MEET THE WORLD BEAT 1999                  |
| 7月30日・31日・8月1日 | FUJI ROCK FESTIVAL 1999                   |
| 8月2日                | ロックロックこんにちは! Version3.0        |
| 8月13日               | Exciting Summer in WAJIKI 1999            |
| 8月14日               | RUSH BALL 1999                            |
| 8月17日               | 音楽と髭達 '99                            |
| 8月21日               | RISING SUN ROCK FESTIVAL 1999 in EZO      |
| 8月28日               | セルラーサウンドマリーナ'99 SETSTOCK      |
| 8月28日・29日         | 7th Sunset Live 1999                      |
| 9月5日                | SPACE SHOWER TV SWEET LOVE SHOWER 1999    |
| 9月12日               | 定禅寺ストリートジャズフェスティバル 1999 |
| 10月15日・16日・17日  | MINAMI WHEEL 2000                         |
| 10月25日〜31日        | DRIVE TO 2000                             |
| 12月1日               | Act Against AIDS 1999「THE VARIETY 7」    |
| 12月31日              | 第50回NHK紅白歌合戦                       |

### 日本武道館公演
- 1月3日・4日 - エレファントカシマシ
- 1月12日・13日・14日・25日・26日 - ジャネット・ジャクソン
- 1月21日 - ローリン・ヒル
- 2月6日 - 広末涼子
- 2月18日・19日 - 織田裕二
- 2月20日 - スガシカオ
- 2月22日・23日 - 今井美樹
- 2月27日・28日 - Mr.Children
- 3月14日・15日 - 髙橋真梨子
- 3月17日 - 斉藤和義
- 3月31日 - La'cryma Christi
- 4月1日 - PIERROT
- 4月21日・22日 - DREAMS COME TRUE
- 4月24日・25日 - アラニス・モリセット
- 5月6日・7日 - 奥田民生
- 5月27日・28日 - 玉置浩二
- 6月1日・2日 - TUBE
- 6月9日・10日 - CHAGE and ASKA（10日は二部制）
- 6月17日・18日 - TOKIO
- 7月2日・3日 - TUBE
- 8月16日・18日・日 - MAX
- 8月24日 - Natural Breeze Concert
- 8月25日 - 鈴木あみ
- 8月27日 - TRF
- 9月2日・3日 - 藤井フミヤ
- 9月25日 - SWEET TRANCE '99 "BRAIN COMMUNITY"
- 9月30日・10月1日 - 布袋寅泰
- 10月14日・15日 - 真心ブラザーズ
- 11月9日・19日・20日・22日・26日・27日・29日・30日 - エリック・クラプトン
- 12月1日 - Act Against AIDS
- 12月6日・7日・9日・10日・11日 - 矢沢永吉
- 12月13日 - GLAY
- 12月16日 - TRICERATOPS
- 12月18日 - PENICILLIN
- 12月22日・23日・24日 - THE ALFEE
- 12月25日 - Char, Bogert & Appice
- 12月27日 - 米倉千尋
- 12月28日・29日 - THE YELLOW MONKEY
- 12月30日・31日 - 藤井フミヤ（31日は二部制）

### 東京ドーム公演
| 日時                        | アーティスト                                                   |
| --------------------------- | -------------------------------------------------------------- |
| 1月1日                      | KinKi Kids                                                     |
| 1月6日・7日                 | エアロスミス                                                   |
| 1月6日・7日                 | エアロスミス                                                   |
| 1月9日                      | ホセ・カレーラス/プラシド・ドミンゴ/ルチアーノ・パヴァロッティ |
| 1月31日・2月1日             | セリーヌ・ディオン                                             |
| 3月4日・6日・7日・9日・10日 | GLAY                                                           |
| 3月17日・18日               | T.M.Revolution                                                 |
| 5月26日・27日               | サザンオールスターズ                                           |
| 7月14日・15日               | B'z                                                            |
| 10月9日                     | ジャニーズJr.                                                  |
| 11月17日                    | ジャミロクワイ                                                 |
| 12月18日・19日              | SPEED                                                          |
| 12月26日・27日              | DREAMS COME TRUE                                               |
| 12月30日・31日              | KinKi Kids                                                     |
| 12月31日                    | J-FRIENDS                                                      |

## 主要な賞
| 賞                             | 受賞作・受賞者 |                |
| ------------------------------ | --- | -------------- |
| 第41回日本レコード大賞         | - 日本レコード大賞 - GLAY『Winter,again』 - アルバム大賞 - 宇多田ヒカル『First Love』 - 最優秀歌唱賞 - 郷ひろみ『GOLDFINGER '99』 - 最優秀新人賞 - 八反安未果『SHOOTING STAR』 - 優秀作品賞 - 19『あの紙ヒコーキ くもり空わって』 - 宇多田ヒカル『Automatic』 - 田川寿美『北海岸』 - 川中美幸『君影草』 - 速水けんたろう・茂森あゆみ『だんご3兄弟』 - 原田悠里『津軽の花』 - 浜崎あゆみ『Boys&Girls』 - Something ELse『ラストチャンス』 - モーニング娘。『LOVEマシーン』 |                |
| 第40回ゴールデン・アロー賞     | - 音楽賞 - モーニング娘。 - 新人賞 - 19、太陽とシスコムーン、ポルノグラフィティ - 話題賞 - 茂森あゆみ&速水けんたろう |                |
| 第32回日本有線大賞             | - 日本有線大賞 - GLAY『Winter,again』 - 最多リクエスト歌手賞 - GLAY『Winter,again』 - 最多リクエスト曲賞 - 藤あや子『女のまごころ』 - 最優秀新人賞 - 島谷ひとみ『大阪の女』 |                |
| 第13回日本ゴールドディスク大賞 | （対象期間 1998年2月1日 - 1999年1月31日） - 邦楽 - B'z - 洋楽 - セリーヌ・ディオン |                |
| SPACE SHOWER MUSIC AWARDS 1999 | \| 賞 \| アーティスト・タイトル \| 監督 \| \| --------------------------- \| -------------------------------------------- \| -------------- \| \| VIDEO OF THE YEAR \| L'Arc〜en〜Ciel「Pieces」 \| 高田雅博 \| \| BEST NEW ARTIST VIDEO \| 宇多田ヒカル「Automatic」 \| 伊澤豊 \| \| BEST INTERNATIONAL VIDEO \| ケミカル・ブラザーズ「LET FOREVER BE」 \| MICHEL GONDRY \| \| BEST ARTIST VIDEO \| Dragon Ash「Let yourself go, Let myself go」 \| オカモトケンジ \| \| BEST ANIMATION VIDEO \| TOWA TEI feat.CHARA「LET ME KNOW」 \| 西田正義 \| \| BEST COMPUTER GRAPHIC VIDEO \| THE MAD CAPSULE MARKETS「PULSE」 \| オカモトケンジ \| \| BEST SHOOTING VIDEO \| UA「プライベートサーファー」 \| 田中秀幸 \| |                |
| 第13回TEENS' MUSIC FESTIVAL    | - ティーンズ大賞・文部大臣奨励賞 - TEAR DROP - オーディエンス大賞・あんたが大賞・奨励賞 - 松山 和司 - 奨励賞 - CORE OF SOUL、sister jet、the youth - ニッポン放送奨励賞 - 0930 |                |
| 第10回日本製鉄音楽賞           | - フレッシュアーティスト賞 - 佐藤美枝子 - 特別賞 - 瀧淳 |                |
| 第10回出光音楽賞               | - 受賞 - 井原秀人、岩野裕一、庄司紗矢香、鈴木大介、古部賢一 |                |
| 第10回朝日作曲賞 (吹奏楽)      | - 受賞 - 福島弘和「道祖神の詩」 |                |
| 第9回芥川作曲賞                | - 受賞 - 菱沼尚子『REFLEX for piano and orchestra』 |                |
| 第7回渡邉暁雄音楽基金          | - 音楽賞 - 沼尻竜典 - 特別賞 - 松原千代繁 |                |
| 第1回ライブスピカ              | - 年間チャンピオン - THE イナズマ戦隊 |                |
| 賞                             | アーティスト・タイトル | 監督           |
| VIDEO OF THE YEAR              | L'Arc〜en〜Ciel「Pieces」 | 高田雅博       |
| BEST NEW ARTIST VIDEO          | 宇多田ヒカル「Automatic」 | 伊澤豊         |
| BEST INTERNATIONAL VIDEO       | ケミカル・ブラザーズ「LET FOREVER BE」 | MICHEL GONDRY  |
| BEST ARTIST VIDEO              | Dragon Ash「Let yourself go, Let myself go」 | オカモトケンジ |
| BEST ANIMATION VIDEO           | TOWA TEI feat.CHARA「LET ME KNOW」 | 西田正義       |
| BEST COMPUTER GRAPHIC VIDEO    | THE MAD CAPSULE MARKETS「PULSE」 | オカモトケンジ |
| BEST SHOOTING VIDEO            | UA「プライベートサーファー」 | 田中秀幸       |

## デビュー

### 1月
- 1日 - After me「明日の向こう」
- 1日 - MANGAHEAD「Lines」
- 7日 - rough laugh「sometime somewhere」
- 11日 - 黒木梨花「日本海は雪ですか」
- 20日 - スライドボーイズ「東京ひとりぼっち」
- 20日 - Dir en grey「アクロの丘」「残-ZAN-」「ゆらめき」
- 21日 - AKAKAGE「Would you like Akakage?」
- 21日 - ELEPHANT MORNING CALL「北極ランチ」
- 21日 - GOMES THE HITMAN「neon,strobe and flashlight」
- 21日 - 佐藤康恵「Yes.I will follow」
- 21日 - 7HOUSE「STOP」
- 21日 - 柘久実ユキコ「CREEP」
- 21日 - BACK DROP BOMB「Flow」
- 21日 - LOOP THE LOOP「down by law」
- 25日 - Harvest「Good Day」
- 29日 - BUNGEE JUMP FESTIVAL「From here, so far…」

### 2月
- 3日 - OLIVIA「I.L.Y. 〜欲望〜」（ソロデビュー）
- 3日 - ユキリョウイチ「So Wind Blow」
- 5日 - ぢ・大黒堂「友だちじゃないか/ONE FAVOR〜片隅で〜」
- 10日 - the autumn stone「君がいなかったら」
- 10日 - sweet velvet「I JUST FEEL SO LOVE AGAIN 〜そばにいるだけで〜」
- 10日 - New Cinema 蜥蜴「Smashing the good! Smashing the bad!」
- 17日 - ウリナリオールスターズ「Happy Xmas」
- 17日 - 小林建樹「Sweet Rendez-Vous」
- 20日 - GAKU-MC「僕は僕でだれかじゃない」
- 20日 - canna「紙ひこうき」
- 20日 - 後藤浩輝「遥かな君に」
- 20日 - DAILY DISHES「DAILY DISHES」
- 20日 - MIO「a puzzle」
- 20日 - Laugh and Peace「ちょっときいてな」
- 21日 - Project DMM「ウルトラマン・ベストヒットメドレー!」
- 24日 - ザ・コブラツイスターズ「運命船サラバ号出発」
- 24日 - SHUUBI「雲よ月を覆ってしまえ」
- 24日 - SiLC「CHIKYUGI EP」
- 24日 - SPARTAN「S.P.A.」
- 24日 - 高満洋子「一秒の記憶」
- 24日 - BARGAINS「コメディ・アンド・トラジティ」
- 24日 - Mary-go round「strawberry blues」
- 24日 - 和田青児「上野発」（再デビュー）
- 27日 - いしのだなつよ「ひまわり」
- 27日 - THE TRANSFORMER「赤い花」

### 3月
- 3日 - Chappie「Welcoming Morning」
- 5日 - 前田亜季「ごめんね」
- 17日 - TRANSTIC NERVE「振動」
- 17日 - PRECOCI「いーじゃん!!」
- 20日 - THE CLOVERS「The Clovers」
- 20日 - DETERMINATIONS「This is DETERMINATIONS」
- 20日 - non-stop dancin' shaka「のんすとっぷだんしんぐしゃか」
- 20日 - bird「SOULS」
- 20日 - BUGY CRAXONE「ピストルと天使」
- 20日 - 麻波25「PLAY GROUND」
- 21日 - 三角堂「それぞれの歴史」
- 25日 - ARTS「I WANNA BE YOUR HAPPY+MAN」
- 25日 - 上原多香子「my first love」（ソロデビュー）
- 25日 - クラムボン「はなれ ばなれ」
- 25日 - 小島「プラスチック・オン・ザ・ドッグマン」
- 25日 - SHOWLEE「やっとみつけたら」
- 25日 - MONG HANG「FAMILY」
- 25日 - RIZCO「あたらしい日々」

### 4月
- 1日 - 桜井秀俊「INTERIOR」（ソロデビュー）
- 7日 - 黒沢秀樹「Believe」（ソロデビュー）
- 7日 - Tina「I’ll be there」
- 7日 - TRUE KiSS DESTiNATiON「AFRiCA」
- 7日 - mawari「幸せの青い風」
- 9日 - 沼澤尚「the wings of time」
- 14日 - rumania montevideo「Still for your love」
- 21日 - ALEX inc.「one day」
- 21日 - analers「AnaBoliC steroiD」
- 21日 - wilberry「in my soul of souls」
- 21日 - 大泉逸郎「孫」
- 21日 - 大久保海太「パンチ」
- 21日 - 椎名法子「青空だけが空じゃない」
- 21日 - GITANE「COUNT DOWN」
- 21日 - 太陽とシスコムーン「月と太陽」
- 21日 - DATASPEAKER「AUTOMATIC SOUND SYSTEM」
- 21日 - NITRO「CALLING」
- 21日 - 4D-JAM「COCORO」
- 21日 - marble guitar case「swerve」
- 21日 - machine「Gravity Attack」
- 21日 - MR.ORANGE「Who Can Understand it?」
- 21日 - Rise A Gate「MIND WAR」
- 21日 - LITTLE TEMPO「USUAL THINGS」
- 21日 - Rebellious Generation「UNTIL THE DAY HAS COME」
- 21日 - R'OSE「Always」
- 23日 - 和田光司「Butter-Fly」
- 28日 - 下川みくに「BELIEVER 〜旅立ちの歌〜/アドレナリン」（ソロデビュー）

### 5月
- 8日 - TRINITY「desires」
- 8日 - 原本玲子「The Last Game」
- 12日 - Gackt「Mizérable」
- 12日 - 高山美瑠 with TWO-MIX「JUSTICE〜Future Mystery〜」
- 12日 - 袴田吉彦「本トの気持ち」
- 19日 - AN-J「笑顔が見える場所〜I WANNA GO〜」
- 19日 - THE SALINGER「SMASH IT UP」
- 19日 - Janne Da Arc「RED ZONE」
- 19日 - SUGIURUMN「EVERLASTING TEENAGE MUSIC」
- 19日 - 深田恭子「最後の果実」
- 21日 - imajuku「Feel Like Makin’」
- 21日 - 大木彩乃「眠る魚」
- 21日 - Keno「Circle of Days」
- 21日 - 坂本サトル「天使達の歌」
- 21日 - 夏川りみ「夕映えにゆれて」（再デビュー）
- 21日 - bom'boco「ラップたらちね」
- 21日 - WRENCH「BLUE BLOOD BLUE」
- 21日 - wyolica「悲しいわがまま」
- 26日 - Aliene Ma'riage「Les Soiree～洗礼の章『生誕篇』」
- 26日 - ANGELA「memories」
- 26日 - OXYGEN FUNK「BASEMENT REALITY」
- 26日 - Domestic Child「～夢、咲イタ～」
- 26日 - 内藤剛志「夢の続き」
- 26日 - NUMBER GIRL「透明少女」
- 26日 - 真魚 (mana)「tresor」
- 26日 - LAREINE「fiancaille」

### 6月
- 2日 - スィートショップ「雨を見てたよ」
- 2日 - hot hip trampoline school「コレがほしいんだろ!」
- 2日 - 松本英子「涙のチカラ」
- 2日 - Lovenders「テンシノハシゴ」
- 9日 - M.M.マッシュルーム「M.M.マッシュルーム」
- 16日 - YOKO Black. Stone「's All Right」
- 18日 - 渡辺みづき「I WILL」
- 19日 - PUSHIM「Brand New Day」
- 19日 - beret「やさしい花びら」
- 19日 - 玲葉奈「オレンジ」
- 23日 - Ove「シンテノチウソ速加」
- 23日 - SYNAPSE「DOLLY」
- 23日 - Cymbals「午前8時の脱走計画」
- 23日 - 太陽風オーケストラ「太陽風」
- 23日 - NICOTINE「CARNIVAL」
- 30日 - HITOE'S 57 MOVE「INORI」（ソロデビュー）

### 7月
- 1日 - Crystal Kay「Eternal Memories」
- 1日 - ZIGZO「血と汗と涙の裏側のハッピー」
- 1日 - DOG HAIR DRESSERS「コッペル」
- 2日 - SNAIL RAMP「MIND YOUR STEP!」
- 7日 - m-flo「the tripod e.p.」
- 7日 - SADS「TOKYO」
- 7日 - SHERBETS「HIGH SCHOOL」
- 7日 - 藤木直人「世界の果て」
- 14日 - NiNa「Happy Tomorrow」
- 14日 - 福耳「星のかけらを探しに行こう Again」
- 16日 - Giant Swing「Masterpieces Volume 1」
- 16日 - ズボンズ「Hot Love」
- 16日 - 矢野真紀「初夏の出来事」
- 16日 - ザ・ユウヒーズ「Mountain」
- 17日 - ベッキー「そらとぶポケモンキッズ」
- 22日 - Socks「Every Time Every Xmas」
- 23日 - CYCLES「今じゃない まだ早い ような」
- 23日 - BAD LUCK「Spicy Marmalade」
- 23日 - Raphael「花咲く命ある限り」
- 28日 - COLOR「DOUBLE OR NOTHING」
- 23日 - 島谷ひとみ「大阪の女」
- 23日 - 津本幸司「SUBCONSCIOUS」

### 8月
- 1日 - 貴杉奈央「believe in you」
- 4日 - 葛谷葉子「TRUE LIES」
- 4日 - Whiteberry「after school」
- 4日 - MELODY「魔法のメロディー」
- 6日 - BROWNIES「スリーピー」
- 6日 - RUDE BONES「I was given time」
- 18日 - Spark「Doin’ It!」
- 18日 - hiro「AS TIME GOES BY」
- 21日 - smorgas vs 妄走族「In Junction」（インディーズデビュー）
- 25日 - 須藤温子「耳をすまして」
- 25日 - Booing Sheyner「Bura Bura Song」
- 25日 - MECHANICAL CANNON POPPER「Reflections by the Waterside」
- 25日 - 森ひろこ「my soul love」
- 27日 - ホシノ・ルリ「電子の妖精」

### 9月
- 1日 - Kirari「Last Piece」
- 8日 - 櫛引彩香「いつもの気分で」
- 8日 - ポルノグラフィティ「アポロ」
- 15日 - 小柳ゆき「あなたのキスを数えましょう 〜You were mine〜」
- 15日 - THA BLUE HERB「STILLING,STILL DREAMING」（インディーズデビュー）
- 15日 - Λucifer「堕天使BLUE」
- 17日 - ワタナベイビー「エブリ モーニング」
- 18日 - CUBISMO GRAFICO「TOUT!」（インディーズデビュー）
- 22日 - SEVEN（斉藤和義・伊藤広規・小田原豊）「SEVEN」
- 22日 - Dutch Training「HIGH LIFE」
- 22日 - つじあやの「君への気持ち」
- 22日 - HIKARI「PLAY BACK」
- 22日 - 50-FIND「YAN or DIE」
- 22日 - Peco「If you…」
- 22日 - MASAKI project「MODERN DAY CROSSOVER」
- 22日 - REACH「A DISC FULL OF SIGNS」
- 29日 - Calyn「Moments」
- 29日 - K.from Groovy Boyfriends「Little Wish」
- 29日 - Do As Infinity「Tangerine Dream」
- 29日 - BRAHMAN「deep/arrival time」

### 10月
- 1日 - 藤田陽子「スフィア」
- 6日 - 愛河里花子「毒気」
- 8日 - shame「GOOD-BYE」
- 14日 - 吉田直樹「ブランコ」
- 14日 - WAG「Free Magic」
- 20日 - J Soul Brothers「J Soul Brothers」
- 21日 - 有坂美香「dis-/夢を過ぎても」
- 21日 - MC-K2「Mad soldiers'LABORATORY」
- 21日 - L,DEAR「愛の軌跡～ENDLESS LOVE STORY～」
- 21日 - グン「SUPER APE」
- 21日 - Tyler「Come with me inside」
- 21日 - TAKUI「トライアングル」
- 21日 - F.O.H featuring Rymester「BE ALRIGHT」
- 21日 - Mars「Mars I」
- 21日 - MOBY DICK「Hodge/Podge」
- 21日 - ロシナンテ「愛なんて 恋なんて ロシナンテ」

### 11月
- 1日 - CHARCOAL FILTER「I start again」
- 3日 - 嵐「A・RA・SHI」
- 3日 - エクセル・ガールズ「愛」
- 3日 - RRR（トリプルアール）「We’re champ」
- 3日 - BLue-B「Tears of Love」
- 3日 - belly to belly「Faker」
- 10日 - ゼリ→「おもちゃのピストル」
- 10日 - LOSALIOS「世界地図は血の跡」
- 17日 - SPANKY FLAG「ONE MORE GHOST」
- 20日 - 木内健「未青年」
- 20日 - きただにひろし「ウィーアー!」
- 20日 - Laws of three men「空を抱く」
- 21日 - NIGO「APE SOUNDS」
- 21日 - ビレッジパープル「So Good!」
- 21日 - FIFI&THE MACH III「HULLABALLO」
- 21日 - 吉田兄弟「いぶき」
- 26日 - X.Y.Z.→A「Don't let the sun go down」
- 26日 - 中村俊介「旅の者 〜Love & Peaceって一体何ですか？〜」
- 26日 - FROTRIP「Single-Minded SOUL」

### 12月
- 1日 - 大槻真希「memories」
- 1日 - shela「White」（再デビュー）
- 8日 - 倉木麻衣「Love, Day After Tomorrow」
- 8日 - SUPER BELL"Z「MOTER MAN (秋葉原〜南浦和)」
- 16日 - KAMINARI「VOICE」
- 18日 - うたいびとはね「小さな星の小さな旅人」
- 18日 - 川越春奈「My Glory Days」
- 18日 - 佐藤ひろこ「17」
- 18日 - The Little Monsters Family「星がきれい」

### 新人セールス (オリコンより)
シングル
- 1位 宇多田ヒカル／538.3万枚
- 2位 嵐／75.0万枚
- 3位 Dir en grey／68.2万枚
- 4位 太陽とシスコムーン／45.4万枚
- 5位 SADS／43.9万枚
- 6位 Kiss Destination／40.4万枚
- 7位 NiNa／36.0万枚
- 8位 ポルノグラフィティ／33.4万枚
- 9位 松本英子／25.3万枚
- 10位 深田恭子／25.2万枚
- 11位 Tina／23.6万枚
- 12位 Λucifer／20.1万枚
- 13位 m-flo／19.7万枚
- 14位 rumania montevideo／18.3万枚
- 15位 BRAHMAN／17.8万枚
- 16位 bird／15.7万枚
- 17位 Kirari／9.5万枚
- 18位 Janne Da Arc／9.3万枚
- 19位 チェキッ娘／9.3万枚
- 20位 Raphael／8.0万枚
- 21位 小柳ゆき／7.3万枚
- 22位 袴田吉彦／6.5万枚
- 23位 ぢ・大黒堂／6.5万枚
- 24位 LAREINE／6.4万枚
- 25位 AN-J／5.9万枚
- 26位 wyolica／5.9万枚
- 27位 高山美瑠／5.6万枚
- 28位 sweet velvet／4.9万枚
- 29位 島谷ひとみ／4.7万枚
- 30位 7HOUSE／4.7万枚

アルバム
- 1位 宇多田ヒカル／736.5万枚
- 2位 bird／45.7万枚
- 3位 SADS／33.0万枚
- 4位 NiNa／28.2万枚
- 5位 Tina／25.7万枚
- 6位 Dir en grey／21.6万枚
- 7位 太陽とシスコムーン／17.9万枚
- 8位 NICOTINE／9.6万枚
- 9位 rumania montevideo／9.2万枚
- 10位 Kiss Destination／5.7万枚
- 11位 松本英子／5.1万枚
- 12位 チェキッ娘／4.5万枚
- 13位 machine／4.2万枚
- 14位 ホシノルリ／3.4万枚
- 15位 クラムボン／2.6万枚
- 16位 REACH／2.4万枚
- 17位 Chappie／2.4万枚
- 18位 小島／2.3万枚
- 19位 MURO／2.3万枚
- 20位 ZIGZO／2.0万枚

## 結成

### アイドル・ガールズグループ・ボーイバンド
- 嵐（ - 2020年）
- AN-J（ - 2001年）
- O-24（ - 2001年）
- カントリー娘。（ - 2014年）
- Click-B（ - 2006年）
- KOKOON
- ココナッツ娘。（ - 2008年）
- サンフラワー（ - 2012年?）
- god（ - 2005年、2014年 - ）
- Jump5（ - 2007年）
- Z-1（ - 2004年）
- 太陽とシスコムーン（ - 2000年）
- T.T.MA（ - 2002年）
- 天然少女EX（ - 1999年）
- FIVE（ - 2011年）
- プッチモニ（ - 2003年）
- メロン記念日（ - 2010年）
- Y2K（ - 2002年）

### バンド・音楽グループ・音楽ユニット（日本）
- I THE TENDERNESS（ - 2008年）
- i-dep
- Acoustic Beatles Club
- アナログフィッシュ
- アンダーグラフ
- あんみ通
- e-sound speaker（ - 2016年?）
- east cloud（ - 2000年）
- ET-KING
- いきものがかり
- イクシード（ - 2003年）
- インビシブルマンズデスベッド（ - 2006年、2016年 - ）
- WINDZOR
- airdrop（ - 2009年）
- X.Y.Z.→A
- 大田クルー（ - 2010年）
- 大友良英ニュー・ジャズ・クインテット
- 大西ユカリと新世界（ - 2009年）
- MILKRUN→AUDIO RULEZ（ - 2005年）
- 0930（ - 2004年）
- 8otto
- オナニーマシーン（ - 2019年）
- 陰陽座
- GARNET CROW（ - 2013年）
- 蜉蝣（ - 2007年）
- キャプテンストライダム（ - 2010年）
- CUBISMO GRAFICO
- 巨乳まんだら王国。
- grooveline（ - 2010年）
- 黒赤ちゃん（ - 2010年）
- ketchup mania（ - 2009年）
- ケロポンズ
- GO!GO!7188（ - 2012年）
- COCOA
- こぶ茶バンド（ - 2020年）
- the ARROWS（ - 2015年）
- The KING LION
- THE GOGGLES
- THE JAYPERS
- THE CHERRY COKE$
- the HANGOVERS（ - 2010年）
- THE BLONDIE PLASTIC WAGON
- THE HOT CREWS
- The Miceteeth（ - 2009年、2014年 - ）
- Psycho le Cemu（ - 2006年、2014年 - ）
- Sound Schedule（ - 2006年、2011年 - ）
- SADS（ - 2003年、2018年 - ）
- SABOTEN
- 三叉路（ - 2011年）
- J6（ - 1999年）
- JET SETS（ - 2003年）
- 熊猫xiongmao（ - 2009年）
- 紫苑（ - 2005年）
- ZIGZO（ - 2002年、2011年 - ）
- CINEMA dub MONKS
- SHAKALABBITS（ - 2017年、2022年 - ）
- GIRAFFE（ - 2001年）
- JILS（ - 2007年）
- 新宿ゲバルト
- スキマスイッチ
- STAN（ - 2011年）
- Strawberry JAM（ - 2004年）
- 切腹ピストルズ
- Celluloid（ - 2002年）
- SOUL'd OUT（ - 2014年）
- ソン・フィルトル（ - 2001年）
- TATSUMAKI
- tobaccojuice
- チコチェアー（ - 2004年、2018年 - ）
- チャンチキトルネエド（ - 2013年）
- 2BACKKA（ - 2012年）
- 月がきれい
- つしまみれ
- DATE COURSE PENTAGON ROYAL GARDEN→DCPRG→DC/PRG（ - 2021年）
- D'espairsRay（ - 2011年）
- Tynwald music
- Dué le quartz（ - 2002年）
- Do As Infinity（ - 2005年、2008年 - ）
- 東京ザヴィヌルバッハ
- TOTALFAT
- 南々見組（ - 2000年）
- にせんねんもんだい
- NiNa（ - 1999年）
- 捏造と贋作
- nobodyknows+
- 花団（ - 2013年、2015年 - ）
- FACT（ - 2015年）
- FANTA ZERO COASTER（ - 2004年）
- フィルハーモニック・ウインズ大阪
- VooDoo Hawaiians（ - 2008年、2012年 - ）
- BLOOD STAIN CHILD
- Project DMM（ - 2009年、2013年 - ）
- hare-brained unity（ - 2012年）
- PE'Z（ - 2015年）
- belly to belly（ - 2001年）
- BOBWIRE（ - 2006年）
- MYPROOF（ - 2013年）
- maegashira（ - 2011年）
- machine
- MAHO堂（ - 2004年）
- みなを
- MinxZone
- 向風（ - 2012年）
- MONORAL
- 野狐禅（ - 2009年）
- やまとなでしこ（ - 2003年）
- Yum!Yum!ORANGE（ - 2016年?）
- 吉田兄弟
- Life
- LAULA（ - 2016年?）
- ラブハンドルズ
- RAG FAIR
- Lita（ - 2003年）
- LEGOLGEL（ - 2012年）
- ROTTENGRAFFTY
- 六本木男声合唱団ZIG-ZAG
- WRONG SCALE（ - 2009年）
- wyolica（ - 2013年、2019年 - ）

### バンド・音楽グループ・音楽ユニット（海外）
- アクチェント
- ア・パーフェクト・サークル（ - 2004年、2010年 - ）
- アヴェンジド・セヴンフォールド
- アンドロメダ
- ウェスト＝イースタン・ディヴァン管弦楽団
- エクリプス
- エッツ（ - 2017年）
- N.E.R.D（ - 2005年、2008年 - ）
- エベーヌ四重奏団
- オープン・ハンド
- オール・アメリカン・リジェクツ
- O-Zone（ - 2005年）
- オン（ - 2002年）
- カリズマ（ - 2007年）
- カルデミンミット
- キルスウィッチ・エンゲイジ
- キングス・オブ・レオン
- クイーンアドリーナ（ - 2009年）
- グルーヴ・カヴァレージ
- グロリア・モルティ
- ゴーゴル・ボールデロ
- コンストラクデッド（ - 2010年）
- サバトン
- サンストーム
- Gユニット（ - 2022年）
- ザ・シネマティック・オーケストラ
- シンプル・プラン
- タブラ・ビート・サイエンス
- チャイナ・ドールズ（ - 2005年、2008年 - ）
- テイキング・バック・サンデイ
- テラー2000
- ドラゴンフォース
- ドラゴンランド
- トランスアトランティック]（ - 2002年、2009年 - ）
- ドリーム・イーヴル
- トリヴィアム
- ナチュラリー7
- ニージャン・ミスティック（ - 2011年）
- P.Y.T.（ - 2002年）
- ビフォア・ザ・ドーン（ - 2013年、2021年 - ）
- ヒプノス（ - 2006年、2009年 - ）
- フェイスブレイカー
- ブルドッグマンション（ - 2004年）
- ブレイキング・ベンジャミン（ - 2010年、2014年 - ）
- ブロークン・ソーシャル・シーン
- プロテスト・ザ・ヒーロー
- ヘオル・テルウェン（ - 2014年）
- ベシュ・オ・ドロム
- ホット・ホット・ヒート（ - 2016年）
- マイス・パレード
- マルマズラー
- メッツァトル
- モルス・プリンシピアム・エスト
- レインタイム（ - 2012年、2018年 - ）
- レディオ4（ - 2012年）
- ロス・ブンケルス（ - 2014年）
- ザ・ワンダーガールズ（ - 2000年）

## 再結成
- アーマード・セイント（ - 2000年）
- A-JARI（一回限定）
- ウィグワム（年内限定）
- ウォッチタワー（ - 2010年）
- H2O（ - 2003年）
- かぐや姫（ - 2001年）
- カダヴァー（ - 2004年）
- ゴダイゴ（ - 2000年）
- COBRA（ - 2005年）
- J・ガイルズ・バンド（年内限定）
- 少女隊（年内限定
- スクリッティ・ポリッティ
- タイガース・オブ・パンタン
- TM NETWORK
- De-LAX（ - 2002年）
- パラドックス
- バングルス
- ブレイク・ベイビーズ（ - 2001年）
- 森本太郎とスーパースター
- ユニヴェル・ゼロ
- リリアン・アクス
- RED WARRIORS（ - 2003年）

## 解散・活動休止
- 2月 - 雫...Shizuku
- 4月 - 爆風スランプ
- 6月 - Jack&Betty
- 7月5日 - ダニー飯田とパラダイス・キング
- 7月 - 筋肉少女帯（凍結、2006年復活）
- 8月 - XL
- 11月3日 - チェキッ娘
- 11月8日 - Eins:Vier（2011年再結成）
- 11月 - ゲーマデリック（2013年活動再開）
- 12月31日 - 聖飢魔II
- 12月31日 - VINYL
- 12月 - ZYYG（2019年再結成）
- 12月 - T-BOLAN（2012年再結成）
- 12月 - DON'T LOOK BACK
- 12月 - BEYOND（2003年活動再開）

### 年内
- ザ・ヴァーヴ（2007年再結成）
- エスコルブト（2016年再結成）
- エッジ・オブ・サニティ
- カトリーナとザ・ウェーブズ
- クイックサンド（2012年再結成）
- KMFDM（2002年再結成）
- COKEHEAD HIPSTERS（2007年再結成）
- ジーザス&メリーチェイン（2007年再結成）
- シェイメン
- Say a Little Prayer
- ノーザン・アップロアー（2004年活動再開）
- BAAD
- BEREEVE
- BLACK CATS
- ブラックビスケッツ
- マーシフル・フェイト
- media youth
- ザ・リアル・キッズ
- LOWDOWN

## 誕生
出身地または国籍が日本である人物の国名表記は省略。

### 1月〜6月
| 生年月日・年齢        | 名前                                | 出身              | 職業・所属・備考                                  |
| --------------------- | ----------------------------------- | ----------------- | ------------------------------------------------- |
| 1999年1月4日（26歳）  | ジェヒョン                          | 韓国              | 歌手、Golden Child                                |
| 1999年1月4日（26歳）  | 番匠谷紗衣                          | 大阪府            | 歌手                                              |
| 1999年1月6日（26歳）  | 有村莉彩                            | 宮城県            | 歌手、notall                                      |
| 1999年1月6日（26歳）  | 梅澤美波                            | 神奈川県          | 歌手・モデル、乃木坂46、乃木坂46の3代目キャプテン |
| 1999年1月6日（26歳）  | ポロG                               | アメリカ合衆国    | ラッパー                                          |
| 1999年1月7日（26歳）  | 加藤ゆりな                          | 埼玉県            | タレント・元歌手、元アキシブproject               |
| 1999年1月11日（26歳） | 梅原真子                            | 京都府            | 歌手、元NMB48                                     |
| 1999年1月11日（26歳） | クリスチャン・ノーダル              | メキシコ          | シンガーソングライター                            |
| 1999年1月12日（26歳） | 田村真佑                            | 埼玉県            | 歌手、乃木坂46                                    |
| 1999年1月13日（26歳） | 神田風音                            | 愛知県            | モデル・タレント・歌手、dela                      |
| 1999年1月15日（26歳） | 加藤美南                            | 新潟県            | 歌手、元NGT48                                     |
| 1999年1月19日（26歳） | Kamin                               |                   | 歌手                                              |
| 1999年1月20日（26歳） | 山本華子                            | 愛知県            | 歌手、dela                                        |
| 1999年1月22日（26歳） | 武田杏香                            | 京都府            | 元女優・元歌手、元E-girls                         |
| 1999年1月23日（26歳） | 永瀬廉                              | 東京都            | 歌手・俳優、King & Prince                         |
| 1999年1月25日（26歳） | 黄旭熙                              | 中国              | 歌手、NCT                                         |
| 1999年1月25日（26歳） | くろくも                            | 歌手              |                                                   |
| 1999年1月25日（26歳） | 瀬戸りな                            | 埼玉県            | 歌手、お掃除ユニットCLEAR'S                       |
| 1999年1月26日（26歳） | 山﨑彩音                            | 神奈川県          | シンガーソングライター                            |
| 1999年1月28日（26歳） | 近藤玲奈                            | 千葉県            | 声優・歌手・元モデル                              |
| 1999年1月29日（26歳） | 志村玲於                            | 東京都            | 俳優・歌手、SUPER★DRAGON                          |
| 1999年1月29日（26歳） | 花咲希音                            | 東京都            | 歌手、ワールドエンドラヴァー                      |
| 1999年1月30日（26歳） | あおい/今川碧海                     | 東京都            | 俳優・歌手、MeseMoa./トラフィックライト。         |
| 1999年1月30日（26歳） | 姫川風子                            |                   | 歌手・DJ・モデル・タレント                        |
| 1999年1月31日（26歳） | 廣田あいか                          | 埼玉県            | 歌手・女優・YouTuber、元私立恵比寿中学            |
| 2月                   | UMI                                 | アメリカ合衆国    | 歌手                                              |
| 1999年2月1日（26歳）  | 夏川愛実                            | 愛知県            | 歌手、OS☆U                                        |
| 1999年2月2日（26歳）  | 坂本遥奈                            | 愛知県            | 歌手、TEAM SHACHI                                 |
| 1999年2月3日（26歳）  | 橋本環奈                            | 福岡県            | 歌手・女優、元Rev. from DVL                       |
| 1999年2月3日（26歳）  | 弓木奈於                            | 京都府            | 歌手、乃木坂46                                    |
| 1999年2月5日（26歳）  | あのん                              | 大阪府            | 歌手・モデル、predia                              |
| 1999年2月5日（26歳）  | 木下晴香                            | 佐賀県            | 女優・歌手                                        |
| 1999年2月7日（26歳）  | ビー・ミラー                        | アメリカ合衆国    | シンガーソングライター・女優                      |
| 1999年2月7日（26歳）  | 松元環季                            | 神奈川県          | 女優・歌手                                        |
| 1999年2月8日（26歳）  | がーどまん                          | 大阪府            | ラッパー・YouTuber                                |
| 1999年2月8日（26歳）  | 十味                                | 長野県            | モデル・タレント・ダンサー、#2i2                  |
| 1999年2月9日（26歳）  | 小田彩加                            | 福岡県            | 歌手、元HKT48                                     |
| 1999年2月9日（26歳）  | 山田菜々美                          | 兵庫県            | 歌手、元AKB48                                     |
| 1999年2月11日（26歳） | ディノ                              | 韓国              | 歌手、SEVENTEEN                                   |
| 1999年2月11日（26歳） | 桜木ユナ/零リ                       | 鹿児島県          | シンガーソングライター                            |
| 1999年2月13日（26歳） | 冼迪琦                              | 中国              | 歌手、元AKB48 Team TP                             |
| 1999年2月15日（26歳） | 尾形春水                            | 大阪府            | 元歌手、元モーニング娘。                          |
| 1999年2月16日（26歳） | 荻野由佳                            | 埼玉県            | 歌手、元NGT48                                     |
| 1999年2月16日（26歳） | 奥澤レイナ                          | 神奈川県          | 元タレント・元歌手、元KAGAJYO☆4S/元3B junior      |
| 1999年2月25日（26歳） | 一岡伶奈                            | 東京都            | 歌手、BEYOOOOONDS                                 |
| 1999年2月25日（26歳） | HARUHI                              | アメリカ合衆国    | 歌手                                              |
| 1999年2月25日（26歳） | ラキ                                | 韓国              | 歌手、ASTRO                                       |
| 1999年3月2日（26歳）  | 吉井美優                            | 神奈川県          | 歌手、26時のマスカレイド                          |
| 1999年3月4日（26歳）  | 秋元結季                            | 神奈川県          | モデル・歌手、Daisuki                             |
| 1999年3月4日（26歳）  | 藤井梨央                            | 愛知県            | 元歌手、元こぶしファクトリー                      |
| 1999年3月5日（26歳）  | イェリ                              | 大韓民国          | 歌手、Red Velvet                                  |
| 1999年3月5日（26歳）  | 鈴木絢音                            | 秋田県            | 女優・歌手、元乃木坂46                            |
| 1999年3月5日（26歳）  | 橘二葉                              | 和歌山県          | 歌手、東京パフォーマンスドール                    |
| 1999年3月5日（26歳）  | マディソン・ビアー                  | アメリカ合衆国    | 歌手・女優                                        |
| 1999年3月10日（26歳） | 白鳥羽純                            | 神奈川県          | 女優・タレント・歌手、元X21                       |
| 1999年3月12日（26歳） | 小田さくら                          | 神奈川県          | 歌手、モーニング娘。                              |
| 1999年3月12日（26歳） | 由良朱合                            | 広島県            | タレント、元STU48/元SPL∞ASH                       |
| 1999年3月14日（26歳） | 谷口愛理                            | 福岡県            | タレント、元HKT48                                 |
| 1999年3月15日（26歳） | 根本凪                              | 茨城県            | 歌手、虹のコンキスタドール/でんぱ組.inc           |
| 1999年3月16日（26歳） | 黒川音                              | 東京都            | 女優・歌手、元東京リアリー                        |
| 1999年3月16日（26歳） | 高瀬くるみ                          | 栃木県            | 歌手、BEYOOOOONDS                                 |
| 1999年3月20日（26歳） | 梅田綾乃                            | 東京都            | 元女優、元AKB48                                   |
| 1999年3月22日（26歳） | 日比谷りこ                          | 神奈川県          | シンガーソングライター                            |
| 1999年3月24日（26歳） | 三浦宏規                            | 三重県            | 俳優・ダンサー                                    |
| 1999年3月26日（26歳） | 相川茉穂                            | 神奈川県          | モデル・元歌手、元アンジュルム                    |
| 1999年3月25日（26歳） | イアン・ディオール                  | アメリカ合衆国    | ラッパー                                          |
| 1999年3月28日（26歳） | 吉武千颯                            | 広島県            | 歌手                                              |
| 1999年3月29日（26歳） | 柏木ひなた                          | 千葉県            | 歌手・女優、元私立恵比寿中学                      |
| 1999年3月29日（26歳） | 福田朱里                            | 香川県            | 歌手、STU48                                       |
| 1999年3月29日（26歳） | 宮沢小春                            | 千葉県            | 声優・歌手                                        |
| 1999年4月3日（26歳）  | 浅川梨奈                            | 埼玉県            | 歌手・女優、元SUPER☆GiRLS                         |
| 1999年4月3日（26歳）  | 髙橋海人                            | 神奈川県          | 歌手・俳優、King & Prince                         |
| 1999年4月4日（26歳）  | シェク・カネー＝メイソン            | イギリス          | チェリスト                                        |
| 1999年4月4日（26歳）  | 西野未姫                            | 静岡県            | タレント・歌手、元AKB48/元てんとうむChu!          |
| 1999年4月9日（26歳）  | リル・ナズ・X                       | アメリカ合衆国    | ラッパー                                          |
| 1999年4月17日（26歳） | 遠藤光莉                            | 神奈川県          | 歌手、櫻坂46                                      |
| 1999年4月19日（26歳） | 松田元太                            | 埼玉県            | 俳優・歌手、Travis Japan                          |
| 1999年4月20日（26歳） | 坂本有香                            | 大阪府            | 歌手、元Little Glee Monster                       |
| 1999年4月20日（26歳） | yukaDD(;´∀`)                        | 大阪府            | 歌手                                              |
| 1999年4月20日（26歳） | YRD Leo                             | 大阪府            | ラッパー                                          |
| 1999年4月22日（26歳） | ささら                              | 千葉県            | モデル・歌手、LOVEbite                            |
| 1999年4月23日（26歳） | 福士奈央                            | 栃木県            | 歌手、SKE48                                       |
| 1999年4月23日（26歳） | 諸星すみれ                          | 神奈川県          | 声優・女優・歌手                                  |
| 1999年4月26日（26歳） | アルフィ                            | 大分県            | DJ.・ビートボクサー、TENSONG                      |
| 1999年4月27日（26歳） | 西葉瑞希                            | 愛知県            | 女優・歌手、きゅい〜ん'ズ/元Star☆T                |
| 1999年4月27日（26歳） | 松田好花                            | 京都府            | 歌手、日向坂46                                    |
| 1999年4月28日（26歳） | 美波沙南                            | 大阪府            | 歌手、元東京パフォーマンスドール                  |
| 1999年4月30日（26歳） | クリット・ アンムアイデーチャコーン | タイ              | 俳優・歌手                                        |
| 1999年5月2日（26歳）  | 松下玲緒菜                          | 愛知県            | 歌手、まねきケチャ                                |
| 1999年5月4日（26歳）  | イ・スヒョン                        | 韓国              | 歌手、楽童ミュージシャン                          |
| 1999年5月7日（26歳）  | 佐藤優樹                            | 北海道            | 歌手、元モーニング娘。                            |
| 1999年5月9日（26歳）  | 大橋のぞみ                          | 東京都            | 元子役・歌手                                      |
| 1999年5月9日（26歳）  | MIREI                               | 大阪府            | ドラマー、GIRLFRIEND                              |
| 1999年5月11日（26歳） | サブリナ・カーペンター              | アメリカ合衆国    | 女優・歌手                                        |
| 1999年5月12日（26歳） | 廣川奈々聖                          | 福岡県            | 歌手、わーすた                                    |
| 1999年5月13日（26歳） | 小林あさひ                          | 北海道            | 歌手、元Little Glee Monster                       |
| 1999年5月13日（26歳） | 山田芽依                            | 愛知県            | 歌手、Rupo Time                                   |
| 1999年5月14日（26歳） | 越田咲                              | 宮城県            | 歌手、TEAMパチ☆モン                               |
| 1999年5月15日（26歳） | 絹本夏海                            | 東京都            | 歌手、元ザ・コインロッカーズ                      |
| 1999年5月15日（26歳） | 山岸竜之介                          | 大阪府            | シンガーソングライター、LIFE IS GROOVE            |
| 1999年5月16日（26歳） | 上水口萌乃香                        | 鹿児島県          | 元歌手、元ハープスター/元X21                      |
| 1999年5月16日（26歳） | 鈴木瑛美子                          | 千葉県            | 歌手                                              |
| 1999年5月22日（26歳） | 相澤瑠香                            | 宮城県            | 歌手、Good Tears/元sendai☆syrup                   |
| 1999年5月25日（26歳） | 北野瑠華                            | 岐阜県            | 歌手、SKE48                                       |
| 1999年5月26日（26歳） | 陶山恵実里                          | 東京都            | 声優・歌手、元虹のコンキスタドール                |
| 1999年5月27日（26歳） | 小澤奈々花                          | 新潟県            | モデル・歌手、元X21                               |
| 1999年5月29日（26歳） | パク・ジフン                        | 韓国              | 歌手・俳優、元Wanna One                           |
| 1999年5月29日（26歳） | 山田健登                            | 長崎県            | 歌手、10神ACTOR                                   |
| 1999年5月30日（26歳） | 堀海登                              | 埼玉県            | 俳優・歌手、Candy Boy                             |
| 1999年5月31日（26歳） | 仮屋瀬さつき                        | 愛知県            | 歌手、9bic                                        |
| 1999年6月1日（26歳）  | 内山珠希                            | 千葉県            | 元歌手、元ハコイリ♡ムスメ                         |
| 1999年6月2日（26歳）  | 伊原六花                            | 大阪府            | 女優・歌手                                        |
| 1999年6月2日（26歳）  | 辻野かなみ                          | 埼玉県            | 歌手、超ときめき♡宣伝部                           |
| 1999年6月3日（26歳）  | 赤城ななこ                          | 東京都            | 歌手、元怪傑!トロピカル丸                         |
| 1999年6月3日（26歳）  | 木村美咲                            | 秋田県            | 歌手、元ラストアイドル/元ライムベリー             |
| 1999年6月4日（26歳）  | 水野亜美                            | 広島県            | 声優・歌手                                        |
| 1999年6月9日（26歳）  | 大門果琳                            | 神奈川県、        | 元歌手、元26時のマスカレイド                      |
| 1999年6月14日（26歳） | ツウィ                              | 台湾              | 歌手、TWICE                                       |
| 1999年6月16日（26歳） | リンジー・ジョーダン                | アメリカ合衆国    | シンガーソングライター、スネイル・メイル          |
| 1999年6月18日（26歳） | アリン                              | 韓国              | 歌手、OH MY GIRL                                  |
| 1999年6月18日（26歳） | トリッピー・レッド                  | アメリカ合衆国    | ラッパー                                          |
| 1999年6月19日（26歳） | ラミダー・ジーラノラパット          | タイ              | 歌手、SIZZY                                       |
| 1999年6月20日（26歳） | 水野由結                            | 神奈川県          | 歌手、元BABYMETAL/元さくら学院                    |
| 1999年6月23日（26歳） | 川西拓実                            | 兵庫県、歌手、JO1 |                                                   |
| 1999年6月24日（26歳） | 安田愛里                            | 神奈川県          | 歌手、元ラストアイドル                            |
| 1999年6月24日（26歳） | LINA                                | 東京都            | 歌手、元Little Glee Monster                       |
| 1999年6月25日（26歳） | 小島健                              | 大阪府            | 俳優・タレント・歌手、Aぇ! group                  |
| 1999年6月25日（26歳） | 水春                                | 栃木県            | 歌手、ukka                                        |
| 1999年6月30日（26歳） | 草本夏明                            | 島根県            | 声優・歌手、元せぞん/元P-school                   |

### 7月〜12月
| 生年月日・年齢         | 名前                                        | 出身                        | 職業・所属・備考                                                       |
| ---------------------- | ------------------------------------------- | --------------------------- | ---------------------------------------------------------------------- |
| 1999年7月1日（26歳）   | 上月せれな                                  | 長野県                      | 歌手                                                                   |
| 1999年7月2日（26歳）   | 片平美那                                    | 宮城県                      | 声優・歌手、NOW ON AIR                                                 |
| 1999年7月2日（26歳）   | シバノソウ                                  | 東京都                      | シンガーソングライター                                                 |
| 1999年7月4日（25歳）   | 菊地最愛                                    | 愛知県                      | 歌手、BABYMETAL/元さくら学院                                           |
| 1999年7月4日（25歳）   | 小珠ひかる                                  | 埼玉県                      | 声優・歌手、元アース・スター ドリーム                                  |
| 1999年7月5日（25歳）   | カン・ヘウォン                              | 韓国                        | 歌手、元IZ*ONE                                                         |
| 1999年7月7日（25歳）   | 川村文乃                                    | 高知県                      | 歌手、アンジュルム/元はちきんガールズ                                  |
| 1999年7月8日（25歳）   | 上村謙信                                    | 愛知県                      | 歌手、さとり少年団/ONE N' ONLY                                         |
| 1999年7月15日（25歳）  | 山口はのん                                  | 兵庫県                      | 歌手、元夢みるアドレセンス                                             |
| 1999年7月16日（25歳）  | 門脇更紗                                    | 兵庫県                      | シンガーソングライター                                                 |
| 1999年7月16日（25歳）  | 小嶋花梨                                    | 埼玉県                      | 歌手、NMB48                                                            |
| 1999年7月16日（25歳）  | 鈴森あみ                                    | 富山県                      | 歌手、LOVEbite                                                         |
| 7月20日（20歳没）      | ポップ・スモーク                            | アメリカ合衆国              | ラッパー、+2020年                                                      |
| 1999年7月21日（25歳）  | 鍛治島彩                                    | 千葉県                      | 歌手、アップアップガールズ（2）                                        |
| 1999年7月21日（25歳）  | 阮揚揚                                      | 中国                        | ピアニスト                                                             |
| 1999年7月26日（25歳）  | 山下美月                                    | 東京都                      | 歌手・モデル・女優、元乃木坂46                                         |
| 1999年7月28日（25歳）  | 竹野留里                                    | 北海道                      | 歌手                                                                   |
| 1999年7月29日（25歳）  | 荒川ちか                                    | 神奈川県                    | 女優・歌手、元乙女新党                                                 |
| 1999年7月30日（25歳）  | ジョーイ・キング                            | アメリカ合衆国              | 女優・歌手                                                             |
| 1999年8月2日（25歳）   | マーク                                      | カナダ                      | 歌手、NCT                                                              |
| 1999年8月2日（25歳）   | 松田美里                                    | 広島県                      | 歌手、わーすた                                                         |
| 1999年8月3日（25歳）   | アイカ・ザ・スパイ                          | 愛知県                      | 歌手、豆柴の大群                                                       |
| 1999年8月4日（25歳）   | 広瀬彩海                                    | 神奈川県                    | 歌手、元こぶしファクトリー                                             |
| 1999年8月5日（25歳）   | 清井咲希                                    | 大阪府                      | 歌手、元たこやきレインボー                                             |
| 1999年8月5日（25歳）   | シヒョン                                    | 韓国                        | 歌手、EVERGLOW                                                         |
| 1999年8月5日（25歳）   | 杉本瑠夏                                    | 東京都                      | 歌手、Rupo Time                                                        |
| 1999年8月6日（25歳）   | 矢野帆夏                                    | 広島県                      | 歌手、STU48                                                            |
| 1999年8月8日（25歳）   | シャオジュン                                | 中華人民共和国              | 歌手、NCT                                                              |
| 1999年8月10日（25歳）  | 野村奈央                                    | 愛知県                      | タレント・歌手、元AKB48                                                |
| 1999年8月12日（25歳）  | RIMA                                        | 沖縄県                      | モデル・歌手、元La PomPon                                              |
| 1999年8月15日（25歳）  | 安斉かれん                                  | 神奈川県                    | 女優・歌手                                                             |
| 1999年8月20日（25歳）  | ナオ・オブ・ナオ                            | 北海道                      | 歌手、豆柴の大群                                                       |
| 1999年8月22日（25歳）  | 籠谷さくら                                  | 兵庫県                      | 女優・タレント・歌手、元X21                                            |
| 1999年8月22日（25歳）  | 平田詩奈                                    | 愛知県                      | 歌手、元SKE48                                                          |
| 1999年8月23日（25歳）  | 向井葉月                                    | 東京都                      | 歌手、乃木坂46                                                         |
| 1999年8月25日（25歳）  | 柚木みいな                                  | 愛知県                      | 歌手、Rupo Time                                                        |
| 1999年8月26日（25歳）  | 門田桃奈                                    | 愛媛県                      | 歌手、元STU48                                                          |
| 1999年8月27日（25歳）  | 桜木ひな                                    | 神奈川県                    | 歌手、元RynRyn☆ミどろっぷ/元campus/アイロボ                            |
| 1999年8月30日（25歳）  | P→★                                         |                             | 歌手・DJ・モデル、元TEMPURA KIDZ                                       |
| 1999年8月31日（25歳）  | 和田陸                                      | 東京都                      | ギタリスト                                                             |
| 1999年9月3日（25歳）   | リッチ・ブライアン                          | インドネシア                | ラッパー                                                               |
| 1999年9月7日（25歳）   | ミシェル・クリバー                          | カナダ                      | 女優・歌手                                                             |
| 1999年9月9日（25歳）   | 会沢紗弥                                    | 埼玉県                      | 声優・歌手、サンドリオン                                               |
| 1999年9月9日（25歳）   | ビラル・ハッサニ                            | フランス                    | 歌手                                                                   |
| 1999年9月10日（25歳）  | ペリ・ウブ                                  | 愛知県                      | 歌手、元BiS                                                            |
| 1999年9月12日（25歳）  | 葉菜子                                      | 北海道                      | 歌手、Her knuckle/元BiS                                                |
| 1999年9月12日（25歳）  | 吉田真悠                                    | 大阪府                      | 歌手、Little Glee Monster                                              |
| 1999年9月13日（25歳）  | 大園桃子                                    | 鹿児島県                    | 元歌手、元乃木坂46                                                     |
| 1999年9月13日（25歳）  | YEONJUN                                     | 韓国                        | 歌手、TOMORROW X TOGETHER                                              |
| 1999年9月14日（25歳）  | 服部百音                                    | 東京都                      | ヴァイオリニスト                                                       |
| 1999年9月14日（25歳）  | 吉永拓斗                                    | 埼玉県                      | 声優・歌手、SparQlew                                                   |
| 1999年9月15日（25歳）  | 大和田南那                                  | 千葉県                      | 女優・歌手、元AKB48                                                    |
| 1999年9月15日（25歳）  | 斉藤遥海                                    | 千葉県                      | 女優・歌手、苺☆シアター                                                |
| 1999年9月15日（25歳）  | 中村優                                      | 神奈川県                    | 元タレント、元チーム大王イカ/元3B junior                               |
| 1999年9月17日（25歳）  | 高尾颯斗                                    | 静岡県                      | 歌手、さとり少年団/ONE N' ONLY                                         |
| 1999年9月20日（25歳）  | 雨宮かのん                                  | 東京都                      | 元タレント、元チーム大王イカ                                           |
| 1999年9月21日（25歳）  | 王俊凱                                      | 中国                        | 歌手・俳優、TFBOYS                                                     |
| 1999年9月22日（25歳）  | キム・ヨハン                                | 韓国                        | 歌手、WEi/元X1                                                         |
| 1999年9月22日（25歳）  | 玉元風海人                                  | 神奈川県                    | 俳優、元G=AGE                                                          |
| 1999年9月23日（25歳）  | アピチヤー・サエチャン                      | タイ                        | 俳優・歌手、SIZZY                                                      |
| 1999年9月25日（25歳）  | 川崎太一                                    | 東京都                      | モデル・歌手、DeJave                                                   |
| 1999年9月25日（25歳）  | 橋本瑠果                                    | 神奈川県                    | 歌手・女優・モデル・タレント 元アイドリング!!!/元ビターチョコレート    |
| 1999年9月26日（25歳）  | 鈴木真梨耶                                  | 東京都                      | 歌手、元Cheeky Parade                                                  |
| 1999年9月26日（25歳）  | 丸山凪乃                                    | 愛知県                      | ピアニスト                                                             |
| 1999年9月28日（25歳）  | 黄冠亨                                      | マカオ                      | 歌手、NCT                                                              |
| 1999年9月29日（25歳）  | チェ・イェナ                                | 韓国                        | 歌手、元IZ*ONE                                                         |
| 1999年10月7日（25歳）  | 亜咲花                                      | 愛知県                      | 歌手                                                                   |
| 1999年10月7日（25歳）  | 谷崎早耶                                    | 熊本県                      | 歌手、≠ME                                                              |
| 1999年10月7日（25歳）  | 野中美希                                    | 静岡県                      | 歌手、モーニング娘。                                                   |
| 1999年10月7日（25歳）  | 山﨑紗彩                                    | 東京都                      | モデル・女優、元X21                                                    |
| 1999年10月7日（25歳）  | 山田野絵                                    | 埼玉県                      | 元歌手、元NGT48                                                        |
| 1999年10月8日（25歳）  | 大原優乃                                    | 鹿児島県                    | ダンサー・モデル・女優、元Dream5                                       |
| 1999年10月8日（25歳）  | プッティポン・ アッサラッタナクン           | タイ                        | 俳優・歌手                                                             |
| 1999年10月11日（25歳） | 星希成奏                                    | 福岡県                      | 声優・歌手                                                             |
| 1999年10月12日（25歳） | うらん                                      | 東京都                      | 女優・タレント・歌手、元みにちあ☆ベアーズ 元チーム大王イカ/元3B junior |
| 1999年10月12日（25歳） | 大沼晶保                                    | 静岡県                      | 歌手、櫻坂46                                                           |
| 1999年10月12日（25歳） | 駒田早代                                    | 三重県                      | 津軽三味線奏者                                                         |
| 1999年10月13日（25歳） | 松田里奈                                    | 宮崎県                      | 歌手、櫻坂46、櫻坂46の2代目キャプテン                                  |
| 1999年10月14日（25歳） | 足立佳奈                                    | 岐阜県                      | シンガーソングライター                                                 |
| 1999年10月16日（25歳） | 牛田智大                                    | 福島県                      | ピアニスト                                                             |
| 1999年10月18日（25歳） | 木戸口桜子                                  | 北海道、歌手、元SUPER☆GiRLS |                                                                        |
| 1999年10月20日（25歳） | たか坊                                      | 福岡県                      | 歌手、TENSONG                                                          |
| 1999年10月20日（25歳） | 東城陽奏                                    |                             | 歌手                                                                   |
| 1999年10月20日（25歳） | 新沼希空                                    | 愛知県                      | 歌手、つばきファクトリー                                               |
| 1999年10月20日（25歳） | チュウ                                      | 韓国                        | 歌手、今月の少女                                                       |
| 1999年10月20日（25歳） | ヤングボーイ・ネヴァー ・ブローク・アゲイン | アメリカ合衆国              | ラッパー                                                               |
| 1999年10月23日（25歳） | 小林由依                                    | 埼玉県                      | 歌手・モデル、元櫻坂46                                                 |
| 1999年10月24日（25歳） | 上國料萌衣                                  | 熊本県                      | 歌手、アンジュルム                                                     |
| 1999年10月25日（25歳） | 吉川日菜子                                  | 埼玉県                      | 女優、元Oh☆Campee/元おはガールちゅ!ちゅ!ちゅ!                          |
| 1999年10月27日（25歳） | 工藤遥                                      | 埼玉県                      | 歌手・女優、元モーニング娘。                                           |
| 1998年10月29日（26歳） | 附田花香                                    | 北海道                      | 元子役、元まいける＆はなか                                             |
| 1999年11月1日（25歳）  | 渡辺みり愛                                  | 東京都                      | 歌手、元乃木坂46                                                       |
| 1999年11月2日（25歳）  | パク・ウジン                                | 韓国                        | 歌手・ダンサー、元Wanna One                                            |
| 1999年11月5日（25歳）  | RIRI                                        | 群馬県                      | 歌手                                                                   |
| 1999年11月6日（25歳）  | かのうみゆ                                  | 三重県                      | シンガーソングライター                                                 |
| 1999年11月8日（25歳）  | 小園美樹                                    | 静岡県                      | シンガーソングライター                                                 |
| 1999年11月9日（25歳）  | okkaaa                                      | 東京都                      | シンガーソングライター                                                 |
| 1999年11月9日（25歳）  | 毛利柊和                                    | 大阪府                      | タレント、元関西ジャニーズJr.                                          |
| 1999年11月10日（25歳） | 石井日菜                                    | 東京都                      | 女優・元歌手、元La PomPon                                              |
| 1999年11月10日（25歳） | 田辺奈菜美                                  | 神奈川県                    | 歌手、OnePixcel                                                        |
| 1999年11月10日（25歳） | プチ・ビスケット                            | フランス                    | DJ・音楽プロデューサー                                                 |
| 1999年11月10日（25歳） | 本間日陽                                    | 新潟県                      | 歌手、NGT48                                                            |
| 1999年11月13日（25歳） | 旭優奈                                      | 千葉県                      | 元歌手・女優、元A応P                                                   |
| 1999年11月15日（25歳） | 髙橋優斗                                    | 神奈川県                    | 歌手、HiHi Jets                                                        |
| 1999年11月15日（25歳） | 富田美憂                                    | 埼玉県                      | 声優・歌手、Kleissis/Study                                             |
| 1999年11月16日（25歳） | アライナ・カスティーロ                      | アメリカ合衆国              | シンガーソングライター                                                 |
| 1999年11月16日（25歳） | 谷本安美                                    | 北海道                      | 歌手、つばきファクトリー                                               |
| 1999年11月19日（25歳） | 松本慈子                                    | 大阪府                      | 歌手、SKE48                                                            |
| 1999年11月20日（25歳） | 森英寿                                      | 東京都                      | 歌手、元PRIZMAX                                                        |
| 1999年11月21日（25歳） | 夜道雪                                      | 北海道                      | 声優・歌手                                                             |
| 1999年11月24日（25歳） | 今野大輝                                    | 神奈川県                    | 歌手・俳優、7 MEN 侍                                                   |
| 1999年11月24日（25歳） | 竹内彩姫                                    | 愛知県                      | 歌手、元SKE48                                                          |
| 1999年11月25日（25歳） | 嘉陽光                                      | 東京都                      | 声優・歌手                                                             |
| 1999年11月26日（25歳） | 東条ジョナ                                  | 茨城県                      | 女優・歌手、元mimiQ_Lyric                                              |
| 1999年11月30日（25歳） | 加賀楓                                      | 東京都                      | 歌手、元モーニング娘。                                                 |
| 1999年11月30日（25歳） | 佐藤琴乃                                    | 東京都                      | 歌手・ダンサー・女優、AKIARIM                                          |
| 1999年12月1日（25歳）  | 太田夢莉                                    | 奈良県                      | 歌手・女優、元NMB48                                                    |
| 1999年12月2日（25歳）  | 京佳                                        | 埼玉県                      | 女優・歌手、元夢みるアドレセンス                                       |
| 1999年12月2日（25歳）  | 澤田真里愛                                  |                             | 女優・声優・歌手                                                       |
| 1999年12月4日（25歳）  | カン・ミナ                                  | 韓国                        | 歌手、元I.O.I/元gugudan                                                |
| 1999年12月7日（25歳）  | イ・ハンギョル                              | 韓国                        | 歌手、BAE173/H&D/元X1                                                  |
| 1999年12月11日（25歳） | 平井美葉                                    | 東京都                      | 歌手、BEYOOOOONDS                                                      |
| 1999年12月12日（25歳） | 鹿沼亜美                                    | 埼玉県                      | 歌手、OnePixcel                                                        |
| 1999年12月14日（25歳） | 野津友那乃                                  | 東京都                      | 元歌手、元さくら学院                                                   |
| 1999年12月15日（25歳） | 吉田仁人                                    | 鹿児島県                    | 俳優・歌手・ダンサー、M!LK                                             |
| 1999年12月16日（25歳） | 兎凪さやか                                  | 千葉県                      | 歌手、元ZOC                                                            |
| 1999年12月17日（25歳） | 佐々木美玲                                  | 兵庫県                      | 歌手・モデル、日向坂46/元choco☆milQ                                    |
| 1999年12月17日（25歳） | ホリー・ハンバーストーン                    | イギリス                    | ミュージシャン                                                         |
| 1999年12月17日（25歳） | 横島亜衿                                    | 愛知県                      | 女優・タレント・元歌手、元AKB48                                        |
| 1999年12月18日（25歳） | 堀くるみ                                    | 兵庫県                      | 歌手、元たこやきレインボー                                             |
| 1999年12月19日（25歳） | 山下永玖                                    | 山梨県                      | 俳優・歌手、さとり少年団/ONE N' ONLY                                   |
| 1999年12月20日（25歳） | カーティス・ウォーターズ                    | ネパール                    | ミュージシャン                                                         |
| 1999年12月20日（25歳） | 清水杏莉                                    | 東京都                      | 歌手、ハープスター                                                     |
| 1999年12月21日（25歳） | 神月柚莉愛                                  | 千葉県                      | 女優・歌手、元PIDL.Nagoya                                              |
| 1999年12月22日（25歳） | 楠木ともり                                  | 東京都                      | 声優・歌手、虹ヶ咲学園スクールアイドル同好会                           |
| 1999年12月26日（25歳） | 寺坂頼我                                    | 岐阜県                      | 歌手・俳優、祭nine.                                                    |
| 1999年12月29日（25歳） | 菖蒲まりん                                  | 北海道                      | 歌手、元NMB48                                                          |
| 1999年12月30日（25歳） | 山咲あいみ                                  | 東京都                      | 声優・歌手                                                             |
| 月日不明               | クボタカイ                                  | 宮崎県                      | ラッパー                                                               |
| 月日不明               | ヤナセジロウ                                | 東京都                      | ミュージシャン、betcover!!                                             |

## 死去
- 1月6日 - ミシェル・ペトルチアーニ（ フランス、ジャズピアニスト、*1962年）
- 2月16日 - ネジル・カズム・アクセス（ トルコ、作曲家、*1908年）
- 2月23日 - ルース・ギップス（ イギリス、作曲家、*1921年）
- 3月9日 - ダスティ・スプリングフィールド（ イギリス、歌手、*1939年）
- 3月12日 - ユーディ・メニューイン（ アメリカ合衆国、ヴァイオリニスト、*1916年）
- 3月15日 - 佐藤伸治（フィッシュマンズ）（日本、ロックミュージシャン、*1966年）
- 3月27日 - 沖田浩之（神奈川県、歌手・俳優、*1963年）
- 4月3日 - 西岡恭蔵（三重県、シンガーソングライター、*1948年）
- 4月8日 - 近藤宮子（広島県、作詞家、*1907年）
- 4月27日 - 賀緑汀（ 中国、作曲家、*1903年）
- 5月2日 - 青木達之（東京スカパラダイスオーケストラ）（ドラマー、*1966年）
- 5月18日 - オーガスタス・パブロ（ ジャマイカ、キーボード奏者、*1954年）
- 5月21日 - SACHIKO（DOUBLE）（新潟県、歌手、*1973年）
- 5月26日 - パウル・ザッハー（ スイス、指揮者、*1906年）
- 6月5日 - メル・トーメ（ アメリカ合衆国、ジャズ歌手、*1925年）
- 6月21日 - Kami（出身地・生年ともに不明、ドラマー、MALICE MIZER）
- 6月24日 - 村下孝蔵（熊本県、シンガーソングライター、*1953年）
- 6月27日 - エイナル・エングルンド（ フィンランド、作曲家、*1916年）
- 7月6日 - ホアキン・ロドリーゴ（ スペイン、作曲家、*1901年）
- 7月16日 - 柳原尋美（千葉県、カントリー娘。のメンバー、*1979年）
- 7月27日 - ハリー・エディソン（ アメリカ合衆国、ジャズトランペット奏者、*1915年）
- 8月15日 - 渡辺茂夫（東京都、ヴァイオリニスト、*1941年）
- 9月10日 - アルフレード・クラウス（ スペイン、テノール歌手、*1927年）
- 9月22日 - 淡谷のり子（青森県、歌手、*1907年）
- 10月2日 - ゲオルク・ティントナー（ オーストリア、指揮者、*1917年）
- 10月4日 - アート・ファーマー（ アメリカ合衆国、ジャズトランペット奏者、*1928年）
- 10月9日 - 嘉手苅林昌（沖縄県、島唄歌手、*1920年）
- 10月9日 - ミルト・ジャクソン（ アメリカ合衆国、ジャズビブラフォン奏者、*1923年）
- 11月19日 - 木下航二（東京都、作曲家・教育者、*1926年）
- 12月3日 - スキャットマン・ジョン（ アメリカ合衆国、ミュージシャン、*1942年）
- 12月10日 - リック・ダンコ（ カナダ、ロックミュージシャン、*1942年）
- 12月20日 - ハンク・スノウ( カナダ→ アメリカ合衆国、　カントリーミュージシャン、*1914年）
- 12月23日 - 菊地陽子（青森県、歌手、*1967年）
- 12月25日 - 池田貴族（愛知県、ミュージシャン、*1963年）
- 12月26日 - 阿部保夫（宮城県、クラシックギタリスト、*1925年）